# Næstved (gemeente)
Næstved is een gemeente in de Deense regio Seeland (Sjælland) en telt 82.938 inwoners (2018).
Na de herindeling van 2007 werden de gemeentes: Fuglebjerg, Fladså, Holmegaard en Suså bij Næstved gevoegd.

## Plaatsen in de gemeente
- Brøderup
- Enø
- Everdrup
- Fensmark
- Fuglebjerg
- Gelsted
- Glumsø
- Herlufmagle
- Holme Olstrup
- Hyllinge
- Karrebæksminde
- Lov
- Menstrup
- Mogenstrup
- Næstved
- Rønnebæk
- Sandved
- Skelby
- Skraverup
- Tappernøje
- Toksværd
- Tornemark
- Tybjerglille Bakker

Faxe · Greve · Guldborgsund · Holbæk · Kalundborg · Køge · Lejre · Lolland · Næstved · Odsherred · Ringsted · Roskilde · Slagelse · Solrød · Sorø · Stevns · Vordingborg
- International Standard Name Identifier: 0000 0004 0379 1047
- Library of Congress Control Number: n91067165
- MusicBrainz: 0350a83d-14cf-40ce-8fb3-f598c38a2e77
- Nationale Bibliotheek van Israël: 987007565386605171
- Virtual International Authority File: 147884579